# Anteros cumulatus
Anteros cumulatus är en fjärilsart som beskrevs av Adalbert Seitz 1917. Anteros cumulatus ingår i släktet Anteros och familjen Riodinidae. Inga underarter finns listade i Catalogue of Life.